# Quartetto per archi in re maggiore (Britten)
Il Quartetto per archi in re maggiore del compositore inglese Benjamin Britten fu scritto nel 1931. L'opera non ha né un numero ufficiale né un numero d'opera. Britten lo rivide durante la sua ultima malattia e fu pubblicato per la prima volta nel 1974.

## Storia
Il quartetto fu completato durante il secondo anno di studio di Britten al Royal College of Music. Britten mostrò la partitura al suo mentore Frank Bridge, che definì il suo contrappunto "troppo vocale". John Ireland, il suo insegnante ufficiale, non era d'accordo.(pag. 22) Fu suonato privatamente dallo Stratton Quartet nel 1932. Britten fu "molto soddisfatto" del risultato, "suona più o meno come lo intendevo".(pag. 46)
Nel 1974 il compositore lo rivide per la pubblicazione, su sollecitazione di Donald Mitchell. (pag. 564) Le revisioni sembrano essere state piuttosto piccole. (pag. 21)

## Struttura e analisi
Il quartetto è in tre movimenti:
1. Allegro maestoso
2. Lento ed espressivo
3. Allegro giocoso

Una performance completa richiede circa 19 minuti.
Il musicologo Peter Evans lo considerò un background immediato ed una forte prefigurazione della Sinfonietta di Britten, che fu pubblicata nel 1932 come sua Op. 1 (Pag.21-23)

## Incisioni
- 1986 – Endellion Quartet[5]
- 1991 – Britten Quartet, Collins Classics 11152[6][7]
- 1998 – Sorrel Quartet, Chandos CHAN 9664[8][9]
- 2010 – Emperor Quartet, BIS 1540[10]